# Curio radicans
Curio radicans (лат.) — вид суккулентных растений рода Курио (Curio) семейства Астровые (Asteraceae). Изначальное название растения, Senecio radicans — Крестовник укореняющийся, теперь рассматривается как синоним.

## Название
По одной версии, название рода Curio означает «наклоненный» и относится к многим видам, приспособленным к наклонной или лежачей среде обитания. По другой версии, оно происходит от латинского слова curiosus, возможно, в связи с «любопытной» морфологией представителей рода. 
Конкретный эпитет radicans на латыни переводится как «укореняющийся», отражая особенность стеблей, способных укореняться по всей длине. Этот вид тесно связан с Curio rowleyanus, также известным как «жемчужная нить» из-за более округлых листьев, в отличие от банановидных листьев Curio radicans.
В отсутствие русскоязычного названия растения в авторитетных источниках, вероятным вариантом названия на русском языке будет «Курио укореняющийся».

## Описание
Стебли тонкие, ползучие, и обычно достигают длины до 1 м. Они укореняются по всей длине стеблей, что способствует распространению растения. Листья имеют форму банана или веретена. Размеры листьев варьируют от 7 до 30 см в длину и 4 до 9 мм в диаметре. Они обычно зеленые с полупрозрачной полосой вдоль боковых поверхностей и заостренным кончиком. Листья краснеют под воздействием яркого солнечного света.

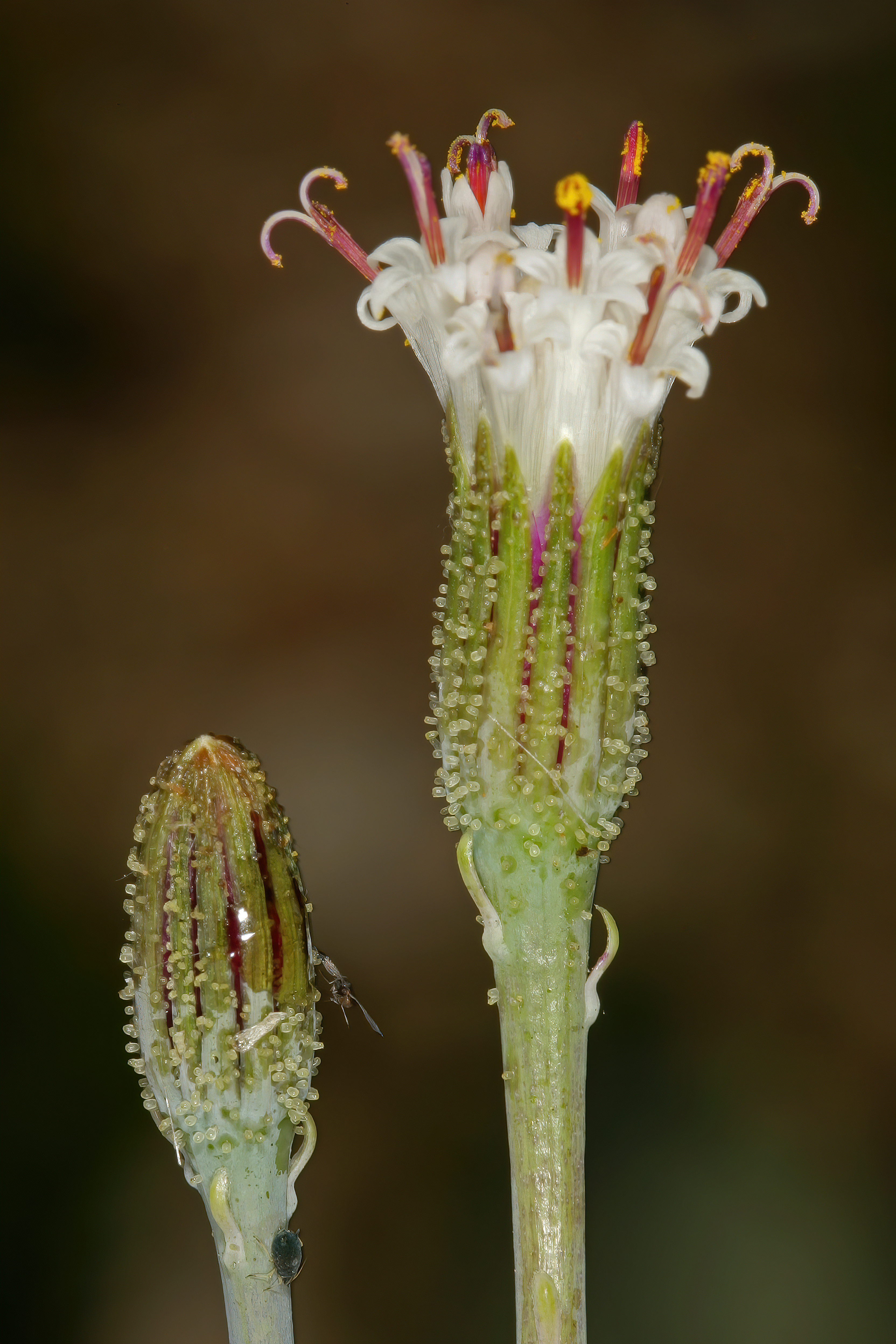
Цветочные головки

Цветочные головки бывают белыми или почти белыми. Цветут обычно в конце зимы или начале весны. Цветки обладают сладким ароматом. Соцветия окружены зелеными листовыми прицветниками с бордовыми краями. Плоды представляют собой односемянные капсулы. Они имеют ребристую структуру и хохолок из длинных белых волосков.

## Распространение и экология

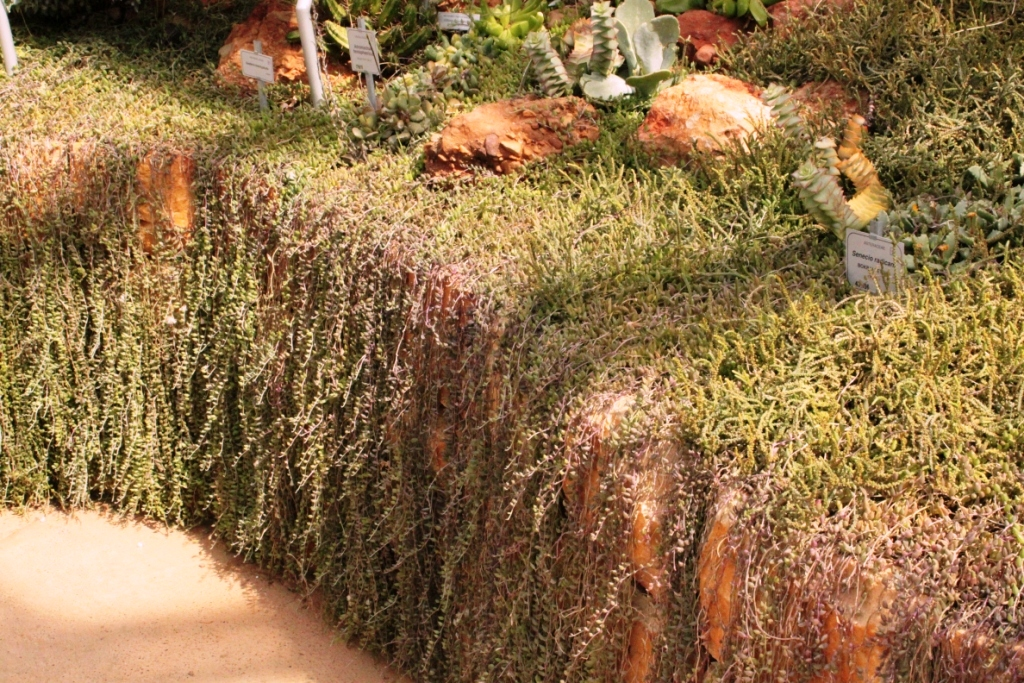
Растение в ботаническом саду Кирстенбош

Естественное происхождение Curio radicans охватывает территорию Южно-Африканской Республики (Капская провинция), Лесото и Намибии. Этот вид предпочитает преимущественно субтропические биомы. Обычно он образует спутанные колонии по всей сухой местности. Растения часто растут под выступами скал или среди кустарников. Этот вид не выносит длительного воздействия холода или влажности, однако после приживления становится чрезвычайно устойчивым к засухе.
Ароматные цветы, издающие сладкий запах, привлекают разнообразных насекомых, включая муравьев. Плоды характеризуются наличием короны из длинных белых волосков, которые способствуют их распространению ветром.

## Таксономия
Curio radicans (L.f.) P.V.Heath, первое упоминание в Calyx 6: 55 (1999).

### Синонимы
Гомотипные (основанные на одном и том же номенклатурном типе):
- Cacalia radicans L.f. (1782)
- Kleinia radicans (L.f.) Haw. (1823)
- Senecio radicans (L.f.) Sch.Bip. (1845)

Гетеротипные (основанные на разных номенклатурных типах):
- Kleinia adenocalyx (Dinter) Merxm. (1955)
- Senecio adenocalyx Dinter (1932)
- Senecio gonocladus Sch.Bip. (1845)

## Применение

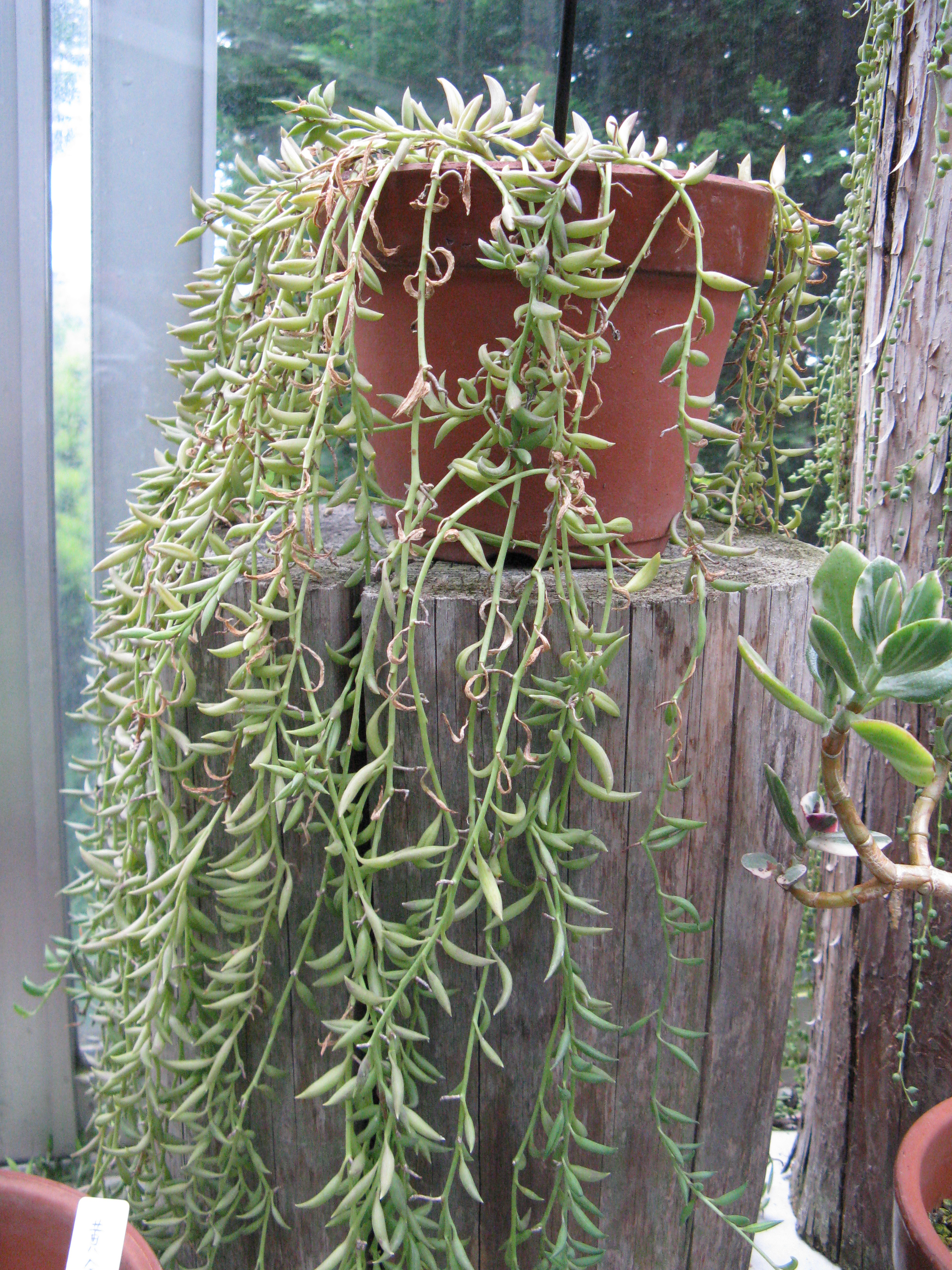
В культуре

Растение выполняет важную функцию в удержании почвы, что делает его неотъемлемым компонентом почвопокрова в засушливых регионах, а также создает эстетичный образ в качестве висячего горшечного растения. Сочные листья являются пищей для различных животных, включая самцов и коз, а особенно кроликов. Также сообщается, что эти листья употребляются в пищу в сыром виде, например, в виде салата.